# René Marchesseau
René,Louis Marchesseau, né le 12 mars 1897 à Rochefort-sur-Mer en Charente-Maritime et mort en service aérien commandé le 21 juin 1940 à Acumuer en Espagne, était un aviateur militaire français.

## Biographie
René Marchesseau est un militaire. Il établit un record de rapidité sur la liaison Paris - Madagascar en 1929 avec Marcel Goulette et Jean-Michel Bourgeois à bord d'un Farman 192,. Ils poursuivent leur mission jusque sur l'ile de la Réunion en étant le premier pilote a atterrir sur l'ile. Une stèle en leur honneur est toujours visible à l'entrée du parking de l'aéroport Rolland Garros de St Denis de la Réunion. 
Il est adjudant-chef lorsqu'il quitte l'armée 1931. 
Il crée une école de pilotage à Berk-sur-Mer puis devient directeur d'une autre école à La Baule en 1934.
En 1936, René Marchesseau crée la Compagnie nantaise de navigation aérienne (C.N.N.A.) dont les Farman 190 et Latécoère 25 transporteront des sardines fraiches (et des produits frais) venant des ports bretons vers les grandes villes françaises. La compagnie fonctionne bien mais les évènements sociaux de 1936 vont la stopper dans son élan et R. Marchesseau sera contraint de vendre ses avions en 1937.
Le lieutenant Marchesseau se tue lors d'un accident en Espagne (à Acumuer) pendant le convoyage d'un Amiot en Afrique du Nord.

## Distinctions
- Chevalier de la Légion d'honneur (décret du 10 juillet 1930)[6]
- Médaille militaire (décret du 22 décembre 1925)[6]